# Mistrzostwa Świata w Koszykówce Mężczyzn 2010/Grupa B

## Wyniki

### 1 kolejka
| 28 sierpnia 201016:30 | Tunezja                                         | 56:80(14:22, 14:17, 12:24, 16:17) | Słowenia                              | Abdi İpekçi Arena, Stambuł Widzów: 12 500 Sędzia: - Romualdas Brazauskas - Jose Hernan Melgarejo Pinto - Stephen Seibel |
| 28 sierpnia 201016:30 | Pkt:Slimane 11 Zb:Mejri 6 As:Slimane, Kechrid 2 | 56:80(14:22, 14:17, 12:24, 16:17) | Pkt:Dragić 16 Zb:Vidmar 7 As:Dragić 8 | Abdi İpekçi Arena, Stambuł Widzów: 12 500 Sędzia: - Romualdas Brazauskas - Jose Hernan Melgarejo Pinto - Stephen Seibel |

| 28 sierpnia 201019:00 | Stany Zjednoczone                                       | 106:78(22:20, 26:6, 30:22, 28:30) | Chorwacja                              | Abdi İpekçi Arena, Stambuł Widzów: 12 500 Sędzia: - Reynaldo Mercedes Sanchez - Yuji Hirahara - Christos Christodoulou |
| 28 sierpnia 201019:00 | Pkt:Gordon 16 Zb:Love 10 As:Billups, Curry, Westbrook 4 | 106:78(22:20, 26:6, 30:22, 28:30) | Pkt:Bogdanović 17 Zb:Tomić 8 As:Ukić 4 | Abdi İpekçi Arena, Stambuł Widzów: 12 500 Sędzia: - Reynaldo Mercedes Sanchez - Yuji Hirahara - Christos Christodoulou |

| 28 sierpnia 201021:30 | Iran                                     | 65:81(12:22, 17:17, 17:22, 19:20) | Brazylia                                     | Abdi İpekçi Arena, Stambuł Widzów: 12 500 Sędzia: - Recep Ankarali - José Martín - David Chambon |
| 28 sierpnia 201021:30 | Pkt:Haddadi 16 Zb:Haddadi 9 As:Kamrani 4 | 65:81(12:22, 17:17, 17:22, 19:20) | Pkt:Giovannoni 17 Zb:Vinicius 8 As:Huertas 9 | Abdi İpekçi Arena, Stambuł Widzów: 12 500 Sędzia: - Recep Ankarali - José Martín - David Chambon |

### 2 kolejka
| 29 sierpnia 201016:30 | Słowenia                                           | 77:99(11:23, 17:19, 18:25, 31:32) | Stany Zjednoczone                           | Abdi İpekçi Arena, Stambuł Widzów: 12 500 Sędzia: - José Martín - Christos Christodoulou - Stephen Seibel |
| 29 sierpnia 201016:30 | Pkt:Nachbar 13 Zb:Nachbar 4 As:Dragić, Bečirovič 4 | 77:99(11:23, 17:19, 18:25, 31:32) | Pkt:Durant 22 Zb:Love 11 As:Rose, Billups 5 | Abdi İpekçi Arena, Stambuł Widzów: 12 500 Sędzia: - José Martín - Christos Christodoulou - Stephen Seibel |

| 29 sierpnia 201019:00 | Chorwacja                                           | 75:54(22:13, 22:11, 9:16, 22:14) | Iran                                    | Abdi İpekçi Arena, Stambuł Widzów: 12 500 Sędzia: - Romualdas Brazauskas - Recep Ankarali - Carlos José Julio |
| 29 sierpnia 201019:00 | Pkt:Bogdanović, Ukić 13 Zb:Tomić, Banić 7 As:Ukić 4 | 75:54(22:13, 22:11, 9:16, 22:14) | Pkt:Haddadi 27 Zb:Haddadi 9 As:Davari 4 | Abdi İpekçi Arena, Stambuł Widzów: 12 500 Sędzia: - Romualdas Brazauskas - Recep Ankarali - Carlos José Julio |

| 29 sierpnia 201021:30 | Brazylia                                             | 80:65(26:16, 17:14, 16:18, 21:17) | Tunezja                                  | Abdi İpekçi Arena, Stambuł Widzów: 12 500 Sędzia: - Yuji Hirahara - David Chambon - Reynaldo Mercedes Sanchez |
| 29 sierpnia 201021:30 | Pkt:Barbosa 21 Zb:Barbosa 6 As:Huertas, Giovannoni 3 | 80:65(26:16, 17:14, 16:18, 21:17) | Pkt:Kechrid 15 Zb:Slimane 8 As:Kechrid 3 | Abdi İpekçi Arena, Stambuł Widzów: 12 500 Sędzia: - Yuji Hirahara - David Chambon - Reynaldo Mercedes Sanchez |

### 3 kolejka
| 30 sierpnia 201016:30 | Słowenia                                                | 91:84(16:18, 23:26, 26:15, 26:25) | Chorwacja                        | Abdi İpekçi Arena, Stambuł Widzów: 12 500 Sędzia: - Reynaldo Mercedes Sanchez - Yuji Hirahara - David Chambon |
| 30 sierpnia 201016:30 | Pkt:Slokar, Lakovič 15 Zb:Brezec 8 As:Dragić, Lakovič 4 | 91:84(16:18, 23:26, 26:15, 26:25) | Pkt:Ukić 20 Zb:Žorić 9 As:Ukić 7 | Abdi İpekçi Arena, Stambuł Widzów: 12 500 Sędzia: - Reynaldo Mercedes Sanchez - Yuji Hirahara - David Chambon |

| 30 sierpnia 201019:00 | Tunezja                                                 | 58:71(11:23, 12:10, 13:22, 22:16) | Iran                                      | Abdi İpekçi Arena, Stambuł Widzów: 12 500 Sędzia: - José Martín - Jose Hernan Melgarejo Pinto - Carlos José Julio |
| 30 sierpnia 201019:00 | Pkt:Romdhane, Mejri 10 Zb:Mejri 9 As:Slimane, Hdidane 3 | 58:71(11:23, 12:10, 13:22, 22:16) | Pkt:Haddadi 23 Zb:Haddadi 13 As:Kamrani 3 | Abdi İpekçi Arena, Stambuł Widzów: 12 500 Sędzia: - José Martín - Jose Hernan Melgarejo Pinto - Carlos José Julio |

| 30 sierpnia 201021:30 | Stany Zjednoczone                       | 70:68(22:28, 21:18, 18:13, 9:9) | Brazylia                                    | Abdi İpekçi Arena, Stambuł Widzów: 12 500 Sędzia: - Romualdas Brazauskas - Christos Christodoulou - Stephen Seibel |
| 30 sierpnia 201021:30 | Pkt:Durant 27 Zb:Durant 10 As:Billups 3 | 70:68(22:28, 21:18, 18:13, 9:9) | Pkt:Vinicius 16 Zb:Splitter 10 As:Huertas 5 | Abdi İpekçi Arena, Stambuł Widzów: 12 500 Sędzia: - Romualdas Brazauskas - Christos Christodoulou - Stephen Seibel |

### 4 kolejka
| 1 września 201016:30 | Chorwacja                                           | 84:64(23:12, 20:11, 22:17, 19:24) | Tunezja                                  | Abdi İpekçi Arena, Stambuł Widzów: 12 500 Sędzia: - Romualdas Brazauskas - Stephen Seibel - Carlos José Julio |
| 1 września 201016:30 | Pkt:Bogdanović 19 Zb:Tomić 9 As:Planinić, Popović 5 | 84:64(23:12, 20:11, 22:17, 19:24) | Pkt:Romdhane 23 Zb:Slimane 9 As:Knioua 4 | Abdi İpekçi Arena, Stambuł Widzów: 12 500 Sędzia: - Romualdas Brazauskas - Stephen Seibel - Carlos José Julio |

| 1 września 201019:00 | Iran                                             | 51:88(13:19, 15:23, 11:20, 12:26) | Stany Zjednoczone                          | Abdi İpekçi Arena, Stambuł Widzów: 12 500 Sędzia: - David Chambon - Yuji Hirahara - Jose Hernan Melgarejo Pinto |
| 1 września 201019:00 | Pkt:Haddadi 19 Zb:Kazemi, Haddadi 5 As:Davoudi 2 | 51:88(13:19, 15:23, 11:20, 12:26) | Pkt:Love 13 Zb:Love, Chandler 6 As:Curry 5 | Abdi İpekçi Arena, Stambuł Widzów: 12 500 Sędzia: - David Chambon - Yuji Hirahara - Jose Hernan Melgarejo Pinto |

| 1 września 201021:30 | Brazylia                                            | 77:80(18:20, 12:24, 21:23, 26:13) | Słowenia                                     | Abdi İpekçi Arena, Stambuł Widzów: 12 500 Sędzia: - José Martín - Recep Ankarali - Reynaldo Mercedes Sanchez |
| 1 września 201021:30 | Pkt:Machado 20 Zb:Varejão, Splitter 4 As:Huertas 10 | 77:80(18:20, 12:24, 21:23, 26:13) | Pkt:Lakovič 20 Zb:Bečirovič 9 As:Bečirovič 4 | Abdi İpekçi Arena, Stambuł Widzów: 12 500 Sędzia: - José Martín - Recep Ankarali - Reynaldo Mercedes Sanchez |

### 5 kolejka
| 2 września 201016:30 | Stany Zjednoczone                                | 92:57(19:13, 20:20, 24:13, 29:13) | Tunezja                                  | Abdi İpekçi Arena, Stambuł Widzów: 12 500 Sędzia: - Recep Ankarali - Carlos José Julio - Jose Hernan Melgarejo Pinto |
| 2 września 201016:30 | Pkt:Gordon 21 Zb:Iguodala 6 As:6 zawodników po 2 | 92:57(19:13, 20:20, 24:13, 29:13) | Pkt:Kechrid 15 Zb:Mejri 8 As:Dhifallah 2 | Abdi İpekçi Arena, Stambuł Widzów: 12 500 Sędzia: - Recep Ankarali - Carlos José Julio - Jose Hernan Melgarejo Pinto |

| 2 września 201019:00 | Słowenia                                 | 65:60(19:6, 9:17, 24:11, 13:26) | Iran                                    | Abdi İpekçi Arena, Stambuł Widzów: 12 500 Sędzia: - Yuji Hirahara - Christos Christodoulou - Reynaldo Mercedes Sanchez |
| 2 września 201019:00 | Pkt:Dragić 18 Zb:Dragić 6 As:Bečirovič 3 | 65:60(19:6, 9:17, 24:11, 13:26) | Pkt:Haddadi 15 Zb:Kazemi 14 As:Davari 4 | Abdi İpekçi Arena, Stambuł Widzów: 12 500 Sędzia: - Yuji Hirahara - Christos Christodoulou - Reynaldo Mercedes Sanchez |

| 2 września 201021:30 | Brazylia                                  | 92:74(22:19, 26:16, 24:15, 20:24) | Chorwacja                                         | Abdi İpekçi Arena, Stambuł Widzów: 12 500 Sędzia: - Romualdas Brazauskas - Stephen Seibel - David Chambon |
| 2 września 201021:30 | Pkt:Machado 18 Zb:Varejão 12 As:Huertas 6 | 92:74(22:19, 26:16, 24:15, 20:24) | Pkt:Popović 15 Zb:Bogdanović, Lončar 6 As:Tomas 3 | Abdi İpekçi Arena, Stambuł Widzów: 12 500 Sędzia: - Romualdas Brazauskas - Stephen Seibel - David Chambon |